# Greek (serie de televisión)
Greek (estilizado como GRΣΣK) es una serie de televisión estadounidense de la cadena ABC Family, creada por Patrick Sean Smith que narra la vida de unos estudiantes de la universidad ficticia Cyprus-Rhodes University (CRU) que pertenecen a hermandades y fraternidades.
En Estados Unidos, la serie se estrenó el 9 de julio de 2007. Y la 2ª temporada se estrenó el 26 de agosto de 2008, se dividió en dos partes, en la segunda parte se unió al elenco el actor, cantante nominado al Grammy Jesse McCartney. La 3ª temporada se estrenó el 31 de agosto de 2009 en EE. UU. La 4ª y última temporada se estrenó el 3 de enero de 2011 y finalizó el 7 de marzo de 2011, con un total de 10 episodios.

## Argumento

### 1ª temporada
- Fecha de estreno en EE. UU.: 9 de julio de 2007
- Número de Episodios: 22

A lo largo de la primera temporada, cada personaje aprende por sí solo a lidiar con los problemas que le surgen en la vida de fraternidades. Entre el nuevo grupo de aspirantes a miembro de fraternidad (los novatos) se encuentra Rusty, que espera deshacerse de su aspecto de empollón. Su hermana mayor, Casey es miembro de la fraternidad Zeta Beta Zeta, y aspira a ser su nueva presidenta. Casey sale con un miembro de Omega Chi Delta (ΩΧΔ), Evan, y su popularidad se ha disparado. Evan era el mejor amigo de Cappie, presidente de la fraternidad rival Kappa Tau Gamma (ΚΤΓ) hermano mayor (mentor) de Rusty. Tras una larga conversación con Rebecca, hermana menor de Casey, Cappie y Rebecca empiezan a salir. La mejor amiga de Casey, Ashleigh, coordinadora de eventos sociales Zeta Beta Zeta, se hace amiga del hermano pequeño de Evan, Calvin, pero accidentalmente revela su homosexualidad ante sus compañeros de fraternidad, que desconocían el hecho. Además Evan corta con Casey debido a una conversación que mantiene con Frannie. Mucho secretos salen a la luz, y el primer amor de Rusty, una aspirante a Zeta Beta Zeta, emplea toda esta información para redactar un artículo que escandaliza a todo el sistema de fraternidades de la universidad, especialmente a la fraternidad Zeta Beta Zeta, y provoca la destitución de su actual presidenta Frannie. Esto lleva a que el departamento nacional de la fraternidad investigue su caso. Después de esto todos se marchan de vacaciones y tras volver muchas cosas han cambiado: Casey se convierte en presidenta interina de ΖΒΖ, Cappie y Rebecca mantienen una relación y Rusty se siente muy sola tras cortar con Jen K. Para poner orden en ΖΒΖ aparece una antigua hermana llamada Lizzie que no se irá hasta que todo vuelva a la normalidad. Tras varias semanas en la casa Lizzie se marcha cuando Frannie es readmitida en la casa. Mientras Rusty tiene sus propios problemas con la fraternidad. Evan intenta recuperar a Casey pero ella se enfada al enterarse de ello y dejan de ser amigos. Todos se marchan a las vacaciones de primavera a la playa, allí casey intenta disfrutar al máximo sin preocuparse por nada. Rebecca se emborracha y se medió desnuda al enterarse de que su padre estaba en una red de prostitución y por ello rompe con Cappie, este y casey se besan en la playa pero Cappie vuelve a consolar a Rebecca al enterarse de lo de su padre.Y Frannie comienza una relación con Evan. Por otra parte, Rusty y Calvin vuelven a ser amigos.

### 2ª temporada
- Fecha de estreno en EE. UU.: 26 de agosto de 2008
- Número de Episodios: 22

En la 2ª temporada, Casey tiene que lidiar con las consecuencias de las acciones de Rebecca durante las vacaciones de primavera entre las que se incluye la participación en un concurso de camisetas mojadas. Y tiene que elegir entre expulsarla o no hacerlo bajo su responsabilidad. Teagan vuelve a Zeta Beta Zeta para asegurarse de que se están haciendo cargo de la "Situación de Rebecca". Tras un enfrentamiento personal con Rebecca (en el cual Rebecca abandona la casa) Teagan asume que Zeta Beta Zeta quiere echar a Rebecca, las chicas se enfrentan a Teagan. Rebecca es recibida de nuevo a Zeta Beta Zeta. La "Semana de las Fraternidades" comienza y Omega Chi son los últimos campeones masculinos (Zeta Beta las femeninas) y Kappa Tau intenta conseguir el título. La rivalidad entre Cappie y Evan durante dicha semana y el video de Rebecca durante las vacaciones empieza a circular por el campus. Las elecciones presidenciales a Zeta Beta Zeta generan un mayor enfrentamiento entre Frannie y Casey en su lucha por los votos, como resultado sale elegida Ashleigh que había sido presentada por algunas chicas de manera alternativa. Al final, Calvin y Rusty, así como los otros novatos, son nombrados hermanos en sus respectivas fraternidades, mientras que Frannie se marcha y crea una nueva fraternidad, llevándose a muchas de las hermanas de ΖΒΖ con ella. En un momento de suspense, Casey, Ashleigh y Frannie preguntan a Rebecca que va a hacer. Esta temporada son más de 10 episodios ya que la segunda mitad se estrenará durante la primavera de 2009. Jesse McCartney se unirá al elenco como Andy, un amigo del instituto de Calvin que quiere ser aspirante de una fraternidad. Casey tendrá que enfrentarse a espías y a hermandades secretas.

## Personajes Principales
- Rusty Cartwright (Jacob Zachar) Miembro de la Fraternidad Kappa Tau Gamma. Hermano pequeño (Nacimiento) de Casey y hermano pequeño (Fraternidad) de Cappie. Estudiante de Ingeniería de Polímeros.
- Casey Cartwright (Spencer Grammer) Hermana mayor de Rusty (Nacimiento)y hermana pequeña de Frannie (Fraternidad). Miembro de la Hermandad Zeta Beta Zeta, con intenciones de ser la Presidenta. Novia de Evan Chambers.
- Cappie (Scott Michael Foster) Presidente de la Kappa Tau Gamma. Exnovio de Casey.
- Calvin Owens (Paul James) Miembro de la Fraternidad Omega Chi Delta y amigo de Rusty. Es Gay.
- Evan Chambers (Jake McDorman) Novio de Casey y miembro destacado de la Fraternidad Omega Chi Delta. Es hijo de una familia de políticos muy importante. En el pasado fue un gran amigo de Cappie.
- Ashleigh Howard (Amber Stevens) Miembro de la Hermandad Zeta Beta Zeta, y la mejor amiga de Casey. Mantiene una relación a distancia. Es la encargada de los asuntos sociales en la hermandad.
- Dale Kettlewell (Clark Duke) Joven religioso, compañero de cuarto de Rusty, y líder de la U-SAG (Estudiantes Universitarios Contra las Fraternidades).
- Rebecca Logan (Dilshad Vadsaria) Novata de la Hermandad Zeta Beta Zeta e hija de un importante Senador. Casey es su Hermana mayor (Fraternidad).
- Frannie Morgan (Tiffany Dupont) Presidenta de la Zeta Beta Zeta, posesiva y manipuladora, pero muy fiel a sus hermanas.

## Guía de episodios
Ya se ha emitido en los Estados Unidos.